# موسوعة المورد
موسوعة المورد هي دائرة معارف من تأليف منير البعلبكي، صدرت عن دار العلم للملايين عام 1980، وتقع في 11 جزءًا، ولا يزيد مجموع صفحاتها عن 2,400 صفحة. رتبت الموسوعة حسب  الألفبائية الإنجليزية، الأمر الذي يجعل منها قاموسًا يستخدمه غالبًا من له معرفة بالإنجليزية. قامت دار العلم للملايين بإعادة طباعتها عام 1990 على طريقة الترتيب العربي الألفبائي، في مجلدين كبيرين يقعان في 1,337 صفحة، تحت عنوان رئيسي هو:
موسوعة المورد العربية وآخر فرعي هو: دائرة معارف ميسرة مقتبسة عن موسوعة المورد

## اقرأ أيضًا
- قاموس المورد